# Ilustre Colegio Oficial de Médicos de Madrid
El Ilustre Colegio Oficial de Médicos de Madrid (ICOMEM) es la denominación oficial de la institución que agrupa obligatoriamente a todos los médicos que ejercen de forma legal en la Comunidad de Madrid. Se fundó en 1893, siendo su primer presidente Julián Calleja Sánchez. La sede del Colegio se encuentra ubicada en el tramo inferior de la calle de Santa Isabel, en parte de las dependencias del antiguo Hospital Clínico de San Carlos.

## Historia
A finales del siglo XIX hubo una disputa entre los que estaban a favor y en contra de la colegiación obligatoria de los médicos. En 1893 se constituyó una asociación a la que se le reconoció el carácter de "corporación al servicio de los intereses generales a disposición de la Administración Pública para asesorarla en los asuntos de su especialidad". En 1898, esta asociación quedó definitivamente constituida como Colegio al aprobarse sus estatutos, que contemplaban la colegiación obligatoria de los médicos.
Tras la Guerra Civil, el Colegio sufrió un período de sometimiento a los poderes políticos, con directivas impuestas por las autoridades superiores, presidentes que se alternaban casi cada año, etc.; la situación se normalizó a partir de los años 60, con la elección de los siguientes presidentes mediante votación directa por los propios colegiados.
El Ilustre Colegio Oficial de Médicos de Madrid ha vivido, en sus más de cien años de existencia, numerosas Juntas Directivas, la elaboración de múltiples Estatutos, el nacimiento del Consejo General de Colegios Médicos de España, la creación del Seguro de Enfermedad, los avances técnicos, científicos y sociales de las diferentes épocas históricas, que reflejan el desarrollo de la Medicina y los consiguientes cambios en el ejercicio profesional.
En 1998 se aprobaron sus vigentes estatutos, publicados oficialmente en el año 2000. Actualmente es el mayor colegio de médicos de España, con 42.697 colegiados (de los que el 54% son mujeres) en 2016. El actual presidente del Colegio, desde septiembre de 2020, es Manuel Martínez-Sellés.

## Sede

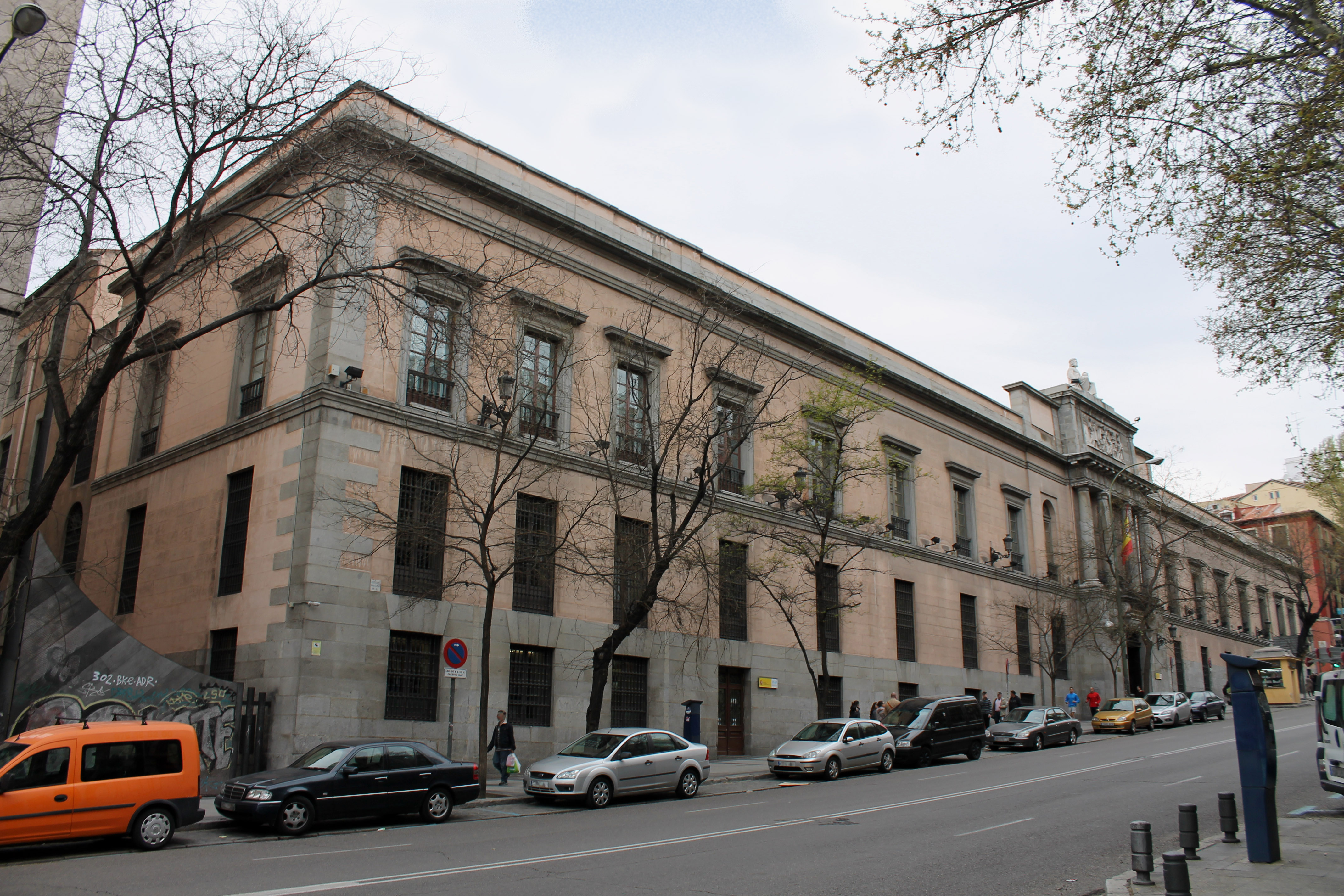
Edificio del antiguo Real Colegio de Medicina y Cirugía de San Carlos, construido en 1831, sede actual del Ilustre Colegio Oficial de Médicos de Madrid y del Instituto Nacional de Administración Pública.

La sede del Colegio de Médicos de Madrid ha ido cambiando a lo largo de los años: calle Barquillo, calle Mayor, Gran Vía, Esparteros, Alcalá, Príncipe de Vergara. Finalmente en 1970 se estableció en la calle Santa Isabel nº 51, en un edificio propiedad del Ministerio de Educación y Ciencia, cedido al Colegio y compartido con el Instituto Nacional de Administración Pública (INAP).
El edificio, construido en 1831, fue sede del Real Colegio de Cirugía de San Carlos, posteriormente Facultad de Medicina de San Carlos; en 1997 fue declarado bien de interés cultural en la categoría de monumento. Ha tenido sucesivas reformas de conservación y modernización, para convertirse en un centro en el que tienen cabida actividades profesionales, científicas y culturales. Sus actuales instalaciones: el Gran Anfiteatro (en su día Aula Magna de la Facultad de Medicina, que se conserva tal como fue concebida originalmente, a imagen de  la Escuela de Cirugía de París de Jacques Gondouin), el Pequeño Anfiteatro, las aulas "Ramón y Cajal", "Jiménez Díaz", "Gregorio Marañón", "Severo Ochoa" y "Teófilo Hernando", así como la Antigua Biblioteca, están adaptadas a las necesidades de proyección social y de difusión de los conocimientos médicos.

## Presidentes
- [1893 - 1907] Julián Calleja Sánchez
- [1907 - 1915] Ángel Pulido Fernández
- [1915 - 1917] Antonio García Tapia
- [1917 - 1920] Luis Ortega Morejón

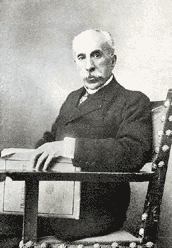
Dr. Julián Calleja y Sánchez primer presidente del Colegio de Médicos de Madrid.

- [1920 - 1921] José Sánchez-Covisa y Sánchez-Covisa
- [1921 - 1926] José Mª Blanc Fortacín
- [1926 - 1927] Francisco Carmona Camón
- [1927 - 1928] Nicolás Martín Cirajas
- [1928 - 1929] José Sanchís Banús
- [1930 - 1932] Adolfo Hinojar Pons
- [1932 - 1935] Antonio Piga Pascua
- [1935 - 1936] José Velasco Pajares
- [1936 - 1937] Julio Berajarano Lozano
- [1937 - 1938] Juan Morata Cantón
- [1938 - 1939] Manuel Martínez Sellés
- [1939 - 1942] José Fernández de la Portilla
- [1942 - 1943] Antonio Utrilla Domínguez
- [1943 - 1946] Carlos González Bueno
- [1946 - 1948] Antonio Crespo Álvarez
- [1948 - 1954] José Velasco Pajares
- [1954 - 1959] Antonio Martín Calderín
- [1959 - 1961] Juan Garrido-Lestache Díaz
- [1961 - 1963] Eugenio Díaz Gómez
- [1964 - 1967] Francisco García Miranda
- [1967 - 1968] Enrique García Ortiz
- [1968 - 1980] Francisco García Miranda
- [1980 - 1996] Javier Matos Aguilar
- [1996 - 2000] José Zamarriego Crespo
- [2000 - 2012] Juliana Fariña González
- [2012 - 2016] Sonia López Arribas[9]
- [2016 - 2020] Miguel Ángel Sánchez Chillón[10]
- [2020 - 2024] Manuel Martínez-Sellés d´Oliveira Soares[11]
- [2024 - actualidad] Tomás Merina Ortega[12]